# 丁丁地图
丁丁地图，也叫丁丁网，是极索于2005年初推出的电子地图查询服务。通过它互联网用户可以找到所需要的交通信息。
丁丁地图还提供MSN机器人，用户通过MSN就可以查询交通信息。由于丁丁网经营不善，大部分业务已经放弃，现时丁丁地图官网已无法打开。

## 介绍
三种方法查询交通信息。
- 通过网站www.ddmap.com查询，可以找到指定城市、街道、门牌号的地理位置以及附近的生活信息，还有公交线路、换乘路线等。
- 通过MSN查询，登录MSN，添加丁丁地图提供的msn帐户，可以找到相应交通信息。
- 手机登录wap.ddmap.com也可以查询交通信息。

## 没落
上海市民周先生向澎湃新闻记者报料称，2015年9月，通过丁丁装修平台找到了一家在该平台上登记的装修公司，并向丁丁宝平台支付了相关保证金额约10000元。谁知到了10月，丁丁网的有关人员突然联系不上了。
市民张先生也在丁丁网有类似遭遇。他告诉澎湃新闻记者，2014年9月，他出于对丁丁网的信任，在该网站学车频道为妻子选择了一家驾校，该网站广告明确：全包7700元，上海练车外地考试，拿的是外地驾照。
张先生交了钱后，对方却不愿意签合同，发票也没有，只给了一张收据。“从去年9月下旬开始安排练车到今年春节之前，总共学了八九次，到外地总共去过两次。”张先生说，这以后对方再没有安排他妻子学车。“35天考驾照”变成了一年多，张先生要求退款退学，对方拒绝后开始失联，手机不接、消息不回。无奈之下张先生只能求助丁丁网平台，可是他发现整个丁丁网学车频道都打不开了。
2015年12月3日，澎湃新闻记者来到丁丁网上海总部看到，其租用的两层办公室一片狼藉，现场装修人员和大厦物业人员均表示，丁丁网正在装修。该公司前员工则表示，11月初丁丁网数百名员工离职，“只知道公司经营不善，其他不知道。”澎湃新闻记者打开丁丁网首页，发现一切似乎如常，但该网站许多功能都无法使用，不少频道点击进去，均显示网页无法打开。丁丁网的客服电话也都打不通。。

## 参看
- 电子地图服务
- 电子地图
- 地图